# Dominic Adiyiah
Dominic Adiyiah (Accra, Ghána, 1989. november 29. –) ghánai válogatott labdarúgó.
A 2009-es egyiptomi U20-as labdarúgó-világbajnokság gólkirálya lett 8 góllal, és a torna legjobb játékosának is megválasztották. Részt vett a 2010-es dél-afrikai labdarúgó-világbajnokságon is.

## Pályafutása

### Klubcsapatban

#### A kezdetek
Adiyiah a Feyenoord Ghána csapatánál kezdte pályafutását. Több évet töltött az akadémián, majd 2007-ben a Hearts of Lions csapatához került. Miután bemutatkozott a ghánai élvonalban, a 2007–08-as szezon végén az idény felfedezettjének választották.

#### Fredrikstad
2008 nyarán Európába szerződött és a norvég élvonalban szereplő Fredrikstad játékosa lett. A norvég klub 125 000 eurót fizetett érte. Augusztus 30-án, az Aalesunds elleni bajnokin mutatkozott be új csapatában. A 2008-as szezonban négy bajnokin kapott lehetőséget, csapata második lett a bajnokságban.
A következő idényben ugyancsak négy bajnokit játszott, valamint bemutatkozott az Európa-ligában is a Lech Poznań elleni selejtezőmérkőzésen.

#### AC Milan
2009 októberében, miután kiemelkedóen teljesített az U20-as világbajnokságon, leigazolta az olasz AC Milan. A Fredrikstad 500 000 eurót kapott érte, Adriano Galliani pedig november 1-jén hivatalosan is bejelentette érkezését, miután Adiyiah átesett az orvosi vizsgálatokon, majd hat nap múlva aláírta szerződését.
Az átigazolást 2010. január 2-án, a téli átigazolási időszak első napján tette hivatalossá a FIFA és a klub. Adiyiah bemutatkozása váratott magára, ekkor ugyanis a válogatottal szerepelt a 2010-es afrikai nemzetek kupáján. Egy hónappal később, miután visszatért klubjához, a munkavállalási engedélyével adódtak problémák, így Leonardo, a csapat vezetőedzője egyetlen bajnokira sem nevezte a 2009-2010-es szezon hátralevő részében. 2012. június 25-én Adiyiah az ukrán Arszenal Kijivhez igazolt, anélkül, hogy a Milanban pályára lépett volna, miközben többször is kölcsönadták. 

#### Partizan Belgrád
2011 telén a szezon hátralevő részére a szerb Partizan vette kölcsön. Hat bajnokit játszott. 

#### Karşıyaka
2011 nyarán a török másodosztályú Karşıyaka csapatához került kölcsönbe.

#### Arszenal Kijiv
2012 februárjában az ukrán Arszenal Kijiv kölcsönvette, majd miután elégedettek voltak a teljesítményével, 2012. június 25-én végleg leigazolták Adiyiahot, miután lejárt szerződése az AC Milannál.

#### Atirau
2014 júniusában a Kazah Premjer-ligában szereplő Atirau igazolta le.

#### Nakhon Ratcsaszima
2015 februárjában a thai élvonalban szereplő Nakhon Ratcsaszima játékosa lett. A szezon végén Adiyiah szerződést bontott a csapattal, majd később újra aláírt.

#### Sisaket
2019 januárjában az akkor a thai másodosztályban szereplő Sisaket játékosa lett.

### A válogatottban
Adiyiay részt vett 2008-ban az egy alkalommal, az U20-as korosztálynak kiírt Nyugat-afrikai államok gazdasági közössége-tornán, amit Ghána csapata meg is nyert. Egy év múlva tagja volt az U20-as Afrikai nemzetek kupája-győztes csapatnak is. Pályafutása legjobb teljesítményét az októberi, Egyiptomban rendezett U20-as világbajnokságon nyújtotta, ahol Ghána tornagyőztesként zárt, Adiyiah pedig gólkirály lett és - Koman Vladimir előtt -  a torna legjobb játékosának is megválasztották.
2009. november 15-én Ghána felnőtt válogatottjában is bemutatkozhatott. 2010 januárjában tagja volt az Afrikai Nemzetek Kupáján ezüstérmet szerző válogatottnak is és szerepelt a Dél-afrikai világbajnokságon, ahol  Ghána első afrikai csapatként a negyeddöntőbe jutott. Az Uruguay elleni találkozón a hosszabbításban leadott lövését Luis Suárez kézzel hárította, amiért kiállították, de Asamoah Gyan kihagyta a megítélt tizenegyest. A büntetőpárbajt követően pedig Uruguay kiejtette Ghánát és bejutott a legjobb négy közé.

### Sikerei, díjai
Partizan
- Szerb bajnok: 2010-2011
- Szerb kupagyőztes: 2010-2011

Ghána U20
- U20-as labdarúgó-világbajnokság-győztes:2009

Egyéni
- a 2009-es U20-as labdarúgó-világbajnokság gólkirálya
- a 2009-es U20-as labdarúgó-világbajnokság legjobb játékosa

## Statisztika

### A válogatottban
2012. június 9-én frissítve.
| Válogatott | Szezon   | Pályára lépés | Gól | Gólpassz |
| ---------- | -------- | ------------- | --- | -------- |
| Ghána      | 2009–10  | 8             | 0   | 0        |
| Ghána      | 2010–11  | 7             | 2   | 0        |
| Ghána      | 2011–12  | 5             | 2   | 0        |
| Összesen   | Összesen | 20            | 4   | 0        |